# 内測度
数学、特に測度論における内測度（ないそくど、英: inner measure）は、与えられた集合の任意の部分集合に対して定義される集合函数で、補完数直線に値を取り（つまり、実数値以外に正の無限大となることも許す）、適当な条件を満足するものを言う。直観的には、各集合を内側から測った「大きさ」にあたる。

## 定義
集合 X を固定する。X 上の内測度とは、X の冪集合 2X 上定義された函数 {\displaystyle \varphi \colon 2^{X}\to [0,\infty ]} で以下の条件を満足するものを言う。
- 空集合は零集合: {\textstyle \varphi (\emptyset )=0.}
- 優加法的: 部分集合 A, B が交わらないならば {\textstyle \varphi (A\cup B)\geq \varphi (A)+\varphi (B)} が成り立つ。
- 減少列に関する単調性: 集合列 {Aj} が任意の j に対して Aj ⊃ Aj+1 を満たし、かつ φ(A1) < ∞ であるならば、{\displaystyle \varphi {\Big (}\bigcap _{j=1}^{\infty }A_{j}{\Bigr )}=\lim _{j\to \infty }\varphi (A_{j})} が成立する。
- 測度無限大への到達可能性: φ(A) = ∞ となる A が存在するならば、任意の正の数 c に対して、A の部分集合 B が存在して {\textstyle c\leq \varphi (B)<\infty } とできる。

## 測度の誘導する内測度
集合 X 上の完全加法族 Σ と Σ 上の測度 μ に対し、μ が誘導する内測度 μ∗ は {\displaystyle \mu _{*}(T):=\sup\{\mu (S):S\in \Sigma \land S\subseteq T\}} で定義される。
本質的に μ∗ は、集合をその Σ-可測部分集合の μ-測度で測ることで保証できる、各集合の大きさの下限を与えるものである。この集合函数 μ∗ は測度にならない場合がふつうであるけれども、以下のような性質は測度と共通している:
1. μ∗(∅) = 0;
2. μ∗ は非負である;
3. E ⊆ F ならば μ∗(E) ≤ μ∗(F).

## 測度の完備化
測度が誘導する内測度は、同じく測度が誘導する外測度と組み合わせることで、測度が定義される集合をより大きな完全加法族に取り換えることにしばしば利用される。
集合 X 上の「有限」測度 μ が完全加法族 Σ 上定義されているとし、それぞれ対応する外測度および内測度をμ* および μ∗ とすれば、μ∗(T) = μ*(T) を満たす T ∈ 2X の全体は完全加法族  を成し、明らかに Σ ⊂  である。このとき {\displaystyle {\hat {\mu }}(T)=\mu ^{*}(T)=\mu _{*}(T)\quad (\forall T\in {\hat {\Sigma }})} と置いて得られる測度  を μ の完備化と呼ぶ。
有限でない測度であっても、条件 μ∗(T) = μ*(T) は「両辺とも ∞ となる」という意味で成り立っていても構わないから、同様の完備化を考えることができる。特に σ-有限測度の完備化は応用上重要である。